# Pestalotiopsis microspora
Pestalotiopsis microspora és una espècie de fong ascomicot de l'ordre dels xilarials (Xylariales). És un endòfit notable capaç de descompondre i digerir el poliuretà.
Identificat originalment el 1880 en el fullatge caigut de l'heura comuna (Hedera helix) a Buenos Aires, també provoca taques foliars a Hypericum patulum, un arbust al Japó. No obstant això, la seva activitat de degradació del poliuretà es va descobrir a la dècada del 2010 en dues soques diferents de P. microspora aïllades de tiges de plantes al Parc Nacional Yasuní dins de la selva amazònica equatoriana per un grup d'estudiants d'investigació dirigits pel professor de bioquímica molecular Scott Strobel com a part del Laboratori i expedició anual a la selva tropical de Yale. És la primera espècie de fong que es troba capaç de subsistir amb poliuretà en condicions anaeròbiques. Això fa que el fong sigui un candidat potencial per a projectes de bioremediació que impliquin grans quantitats de plàstic.
Pestalotiopsis microspora va ser descrita originalment a Buenos Aires (Argentina) el 1880 pel micòleg Carlo Luigi Spegazzini, que la va anomenar Pestalotia microspora. L'any 1996 Julie C. Lee va aïllar per primera vegada l'àcid torreyànic, una quinona dimèrica de P. microspora, i va assenyalar que probablement l'espècie és la causa de la decadència de la Torreya taxifolia, una espècie d'arbre en perill d'extinció relacionat amb el teix productor de paclitaxel Taxus brevifolia.